# Etidocaină
Etidocaina este un anestezic local din categoria amidelor, având durată de acțiune lungă. Prezintă dezavantajul de a crește sângerarea atunci când este utilizată în chirurgia stomatologică.